# Rose-Marie Wörner
Rose-Marie Wörner (* 24. Januar 1927 in Magdeburg; † 9. März 2015 in Wuppertal) war eine deutsche Garten- und Landschaftsarchitektin mit dem Schwerpunkt Gartendenkmalpflege. In ihrer mehr als 40-jährigen Tätigkeit – vor allem in Nordrhein-Westfalen und Berlin – legte sie gemeinsam mit ihrem 1997 verstorbenen Mann Gustav Wörner durch Gutachten, Parkpflegewerke und exemplarische Umsetzungen den wissenschaftlich-konservatorischen Grundstein für die Gartendenkmalpflege in Deutschland. Die von ihr entwickelten Methoden gelten heute als Standards.

## Leben und Werk

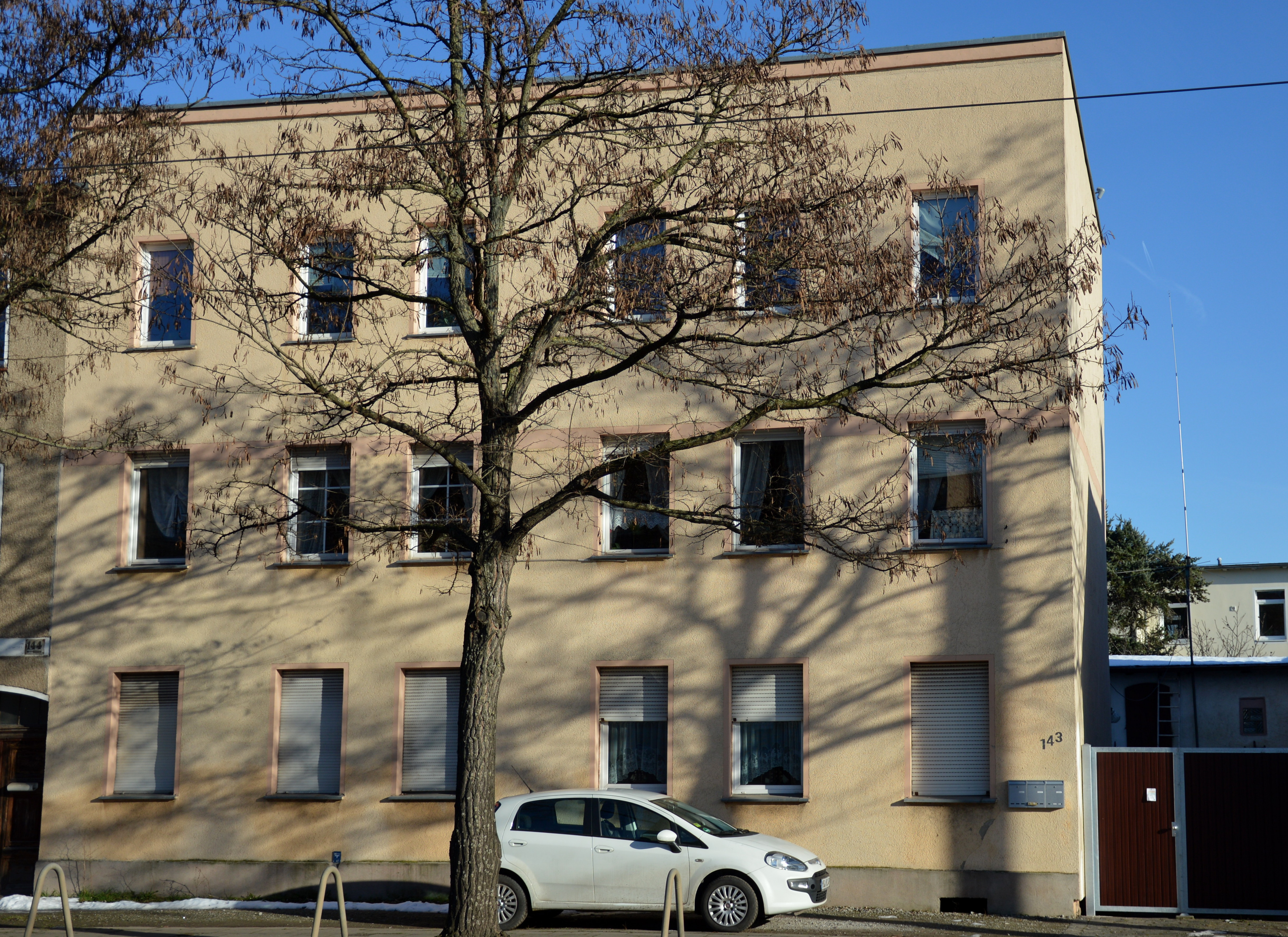
Wohnhaus Alt Westerhüsen 143

Rose Wörner kam in Magdeburg als Tochter des Gärtners Otto Metze zur Welt, der Ende der 1930er Jahre unter der Adresse Alt Westerhüsen 143 im Magdeburger Stadtteil Westerhüsen lebte. Nach einer Gärtnerlehre in den Jahren 1945 bis 1947 begann sie 1948 ein Studium der Fachrichtung Gartenarchitektur und Landespflege an der Hochschule für Gartenbau und Landeskultur in Hannover (heute Gottfried Wilhelm Leibniz Universität Hannover). Sie gehörte damit zu den Studierenden des Gründungssemesters dieser Studienrichtung. Ihrem Diplomabschluss im Jahr 1953 schloss sich bis 1954 eine Assistenzzeit bei Professor Heinrich Friedrich Wiepking an. Von 1954 bis 1958 arbeitete die Landschaftsarchitektin im Dortmunder Planungsbüro von Rudolf Goebel und lernte dort ihren späteren Mann Gustav Wörner kennen, ehe sie bis 1962 wieder wissenschaftliche Mitarbeiterin an Wiepkings Institut für Grünplanung der Universität Hannover war.
Im April des Jahres 1962 wagte Rose Wörner – damals noch unter ihrem Mädchennamen Metze – den Schritt in die Selbständigkeit und übernahm in Wuppertal das Planungsbüro von Gottliebe Marcks, der Tochter des Bildhauers Gerhard Marcks. Mit ihren Entwürfen konnte sie verschiedene Planungswettbewerbe gewinnen, die sie zum Teil schon vor der Selbständigkeit gemeinsam mit Gustav Wörner bestritten hatte. Dieser stieg 1963 als gleichberechtigter Partner in das Planungsbüro ein. Durch den Erfolg wuchs das Büro, die Projektanfragen überstiegen schon bald dessen Kapazitäten.
Durch ihr Interesse an Kunsthistorik, Malerei, Bildhauerei und Gartengeschichte beschäftigte sich Rose Wörner ab Mitte der 1960er Jahre mit dem Thema Gartendenkmalpflege. Gemeinsam mit ihrem Mann nahm sie dabei eine Vorreiterrolle in Deutschland ein und widmete sich in den Folgejahren intensiv der Erforschung, Erhaltung und Pflege des gartenkulturellen Erbes der Bundesrepublik. Eine ihrer ersten Aufgaben in diesem Themenfeld war 1967 die Erarbeitung eines Konzepts zur Wiederherstellung der Anlagen rund um die Burg Brüggen. Es folgten Sanierungskonzepte für die Grünanlagen mehrerer westfälischer Wasserburgen, darunter Burg Vischering (1974), Burg Lüdinghausen (1978 und 1983) und Burg Hülshoff (1979). Nationale Bekanntheit erreichte Rose Wörner mit dem von ihr in Zusammenarbeit mit ihrem Mann sowie Dieter Hennebo und Alfred Hoffmann bis 1981 erarbeiteten Parkpflegewerk für den Schlosspark Nordkirchen. Dieses war eine Pionierarbeit und gilt als Meilenstein der Gartendenkmalpflege in Deutschland. Die Zusammenarbeit des Quartetts wurde bei der Wiederherstellung der barocken Gartenanlagen des Johann Moritz von Nassau-Siegen in Kleve 1979 und 1983 fortgesetzt.
Ab 1984 war Rose-Marie Wörner auch in Berlin tätig. Dort erhielt sie den Auftrag für ein Parkpflegewerk für den Großen Tiergarten. Es folgten Aufträge zum Viktoriapark in Berlin-Kreuzberg (1989), dem Treptower Park (1994), dem Schlosspark Bellevue und dem Lustgarten.
1996 übergab Wörner ihr Planungsbüro an den langjährigen Mitarbeiter Achim Röthing. Anlässlich ihres 80. Geburtstags gab die Stadt Kleve ihr zu Ehren einen Empfang, auf dem Rose Wörner ihre Kunstsammlung, bestehend aus historischen Gartenstichen, Zeichnungen zur Gartenkunst und Druckgrafiken u. a. von Gerhard Marcks, Alexander Calder und Ernst Wilhelm Nay sowie mittelalterliche Miniaturen aus Stundenbüchern, dem Museum Kurhaus Kleve übergab. Über 80-jährig erfüllte sie sich ihren langjährigen Wunsch und besuchte die berühmten Gärten von Versailles. Sie starb im März 2015 und wurde auf dem Friedhof Ehrenhainstraße in Wuppertal-Vohwinkel bestattet.
Zu den zahlreichen Garten- und Parkanlagen, mit denen sich Rose Wörner neben den oben genannten befasst hat, zählen unter anderem:
- der Schlosspark Moyland in Bedburg-Hau[8]
- der Raffelbergpark in Mülheim an der Ruhr
- die Parkanlage des Moerser Schlosses
- der Park von Schloss Cappenberg in Selm[9]
- der Poensgenpark in Ratingen
- die Hardt-Anlagen in Wuppertal[9]
- die Grünanlagen des Wuppertaler Zoos[9]
- der Schlosspark Rheydt in Mönchengladbach
- der Kurpark in Bad Münstereifel
- die Außenanlagen der Johanniterkommende auf Schloss Burg in Solingen
- der Garten von Schloss Stolzenfels in Koblenz
- der Schlosspark in Brühl
- der Park von Schloss Benrath in Düsseldorf

Rose Wörners Wunsch folgend verwaltet nun das Zentrum für Gartenkunst und Landschaftsarchitektur an der Leibniz Universität Hannover den Nachlass ihres Planungsbüros, der neben 30 laufenden Aktenmetern nahezu 5000 Pläne zu Garten- und Parkanlagen, Friedhöfen, Fußgängerzonen und vielem mehr umfasst.

## Mitgliedschaften und Ehrungen
Rose-Marie Wörners Engagement bei der Entwicklung und Förderung der Gartendenkmalpflege drückte sich auch durch die Mitgliedschaft und aktive Mitarbeit in zahlreichen Vereinen aus. Sie war Mitglied im Rheinischen Verein für Denkmalpflege und Landschaftsschutz, dessen wissenschaftlichem Beirat sie von 1998 bis 2009 angehörte. 2010 erhielt sie dort die Ehrenmitgliedschaft. Ehrenmitglied war die Landschaftsarchitektin auch im Freundeskreis Museum Kurhaus und Koekkoek-Haus Kleve sowie in der Deutschen Gesellschaft für Gartenkunst und Landschaftskultur (DGGL), in deren Arbeitskreis Historische Gärten sie seit 1979 mitarbeitete. Der Landschaftsverband Rheinland zeichnete sie 1999 für ihr großes Engagement bei der Erhaltung und Wiederherstellung von historischen Garten- und Parkanlagen im Rheinland mit dem Rheinlandtaler aus. Zu den zahlreichen weiteren Auszeichnungen und Ehrungen, die Rose Wörners zuteilwurden, zählt die nach dem ersten preußischen Staatskonservator benannte Ferdinand-von-Quast-Medaille, die ihr im Dezember 1996 durch den Berliner Senator für Stadtentwicklung und Umweltschutz verliehen wurde.

## Publikationen (Auswahl)
- Der Berliner Tiergarten, Vergangenheit und Zukunft Der Senator für Stadtentwicklung und Umweltschutz, Berlin (= Gartendenkmalpflege, Heft 3). Kulturbuch-Verlag, Berlin (West) 1986, DNB 870001604.
- Karl-Heinz Hohmann, Rose und Gustav Wörner, Hans-Christoph Stamm (Redaktion): Museum Schloß Moyland und sein Park in Bedburg-Hau (Kreis Kleve), herausgegeben vom Rheinischen Verein für Denkmalpflege und Landschaftsschutz (= Rheinische Kunststätten, Heft 346). 2. Auflage, Neusser Druck und Verlag, Neuss 1998, ISBN 3-88094-825-9 (1. Auflage unter dem Titel: Schloss Moyland in Bedburg-Hau (Kreis Kleve), 1989).
- Gustav und Rose Wörner: Parkpflegewerk für die zentrale Parkanlage Hardt, Wuppertal: Gutachten, herausgegeben vom Oberstadtdirektor der Stadt Wuppertal. Band 1: Textteil, Band 2: Nachträgliche Auswertung von neu aufgefundenen Originalplänen der Anlage von 1880, 1900 und 1903. DNB 551770627.